# Шатель-Аржан
Шатель-Аржан (фр. Châtel-Argent) — средневековый замок близ коммуны Вильнёв.
Замок построен в XII веке на скале, с видом на долину реки Дора-Бальтеа.
Первые упоминания о фортификационном сооружении датируются 1176 годом. Известно, что строительством современного замка руководил некий мэтр Жак из Сен-Жоржа (фр. maître Jacques de Saint-Georges) в 1270-е гг. Замок не был предназначен для длительного проживания, а использовался феодалом только в случае опасности. Шатель-Аржан представлял собой донжон с несколькими строениями, окруженные тройной стеной.
Площадь 90 на 70 м, окружённая крепостными стенами, могла вмещать от 700 до 2000 человек. Замок имел стратегическое значение в контроле за долиной.
Кроме стен, лучше всего сохранился цилиндрический донжон высотой около 16 м и диаметром 9,5 м. Вход в него был расположен на высоте 8 м, чтобы гарантировать лучшую защиту при нападении, так как подобное расположение позволяло убрать лестницу. Круглая форма башни обеспечивала «меньший периметр защиты на единицу площади».
У восточного фасада расположена небольшая церковь Святой Колумбы в романском стиле, построенная предположительно в 1050-1070 гг. до строительства замка. Церковь имеет архаичный вид: фасад с тремя вертикальными окнами, увенчанными покатыми арками; апсида, выступающая за стены, украшена пилястрами и небольшими терракотовыми висячими арками.
Название предположительно происходит от находившегося здесь монетного двора (в французском языке, argent означает деньги).

## Галерея

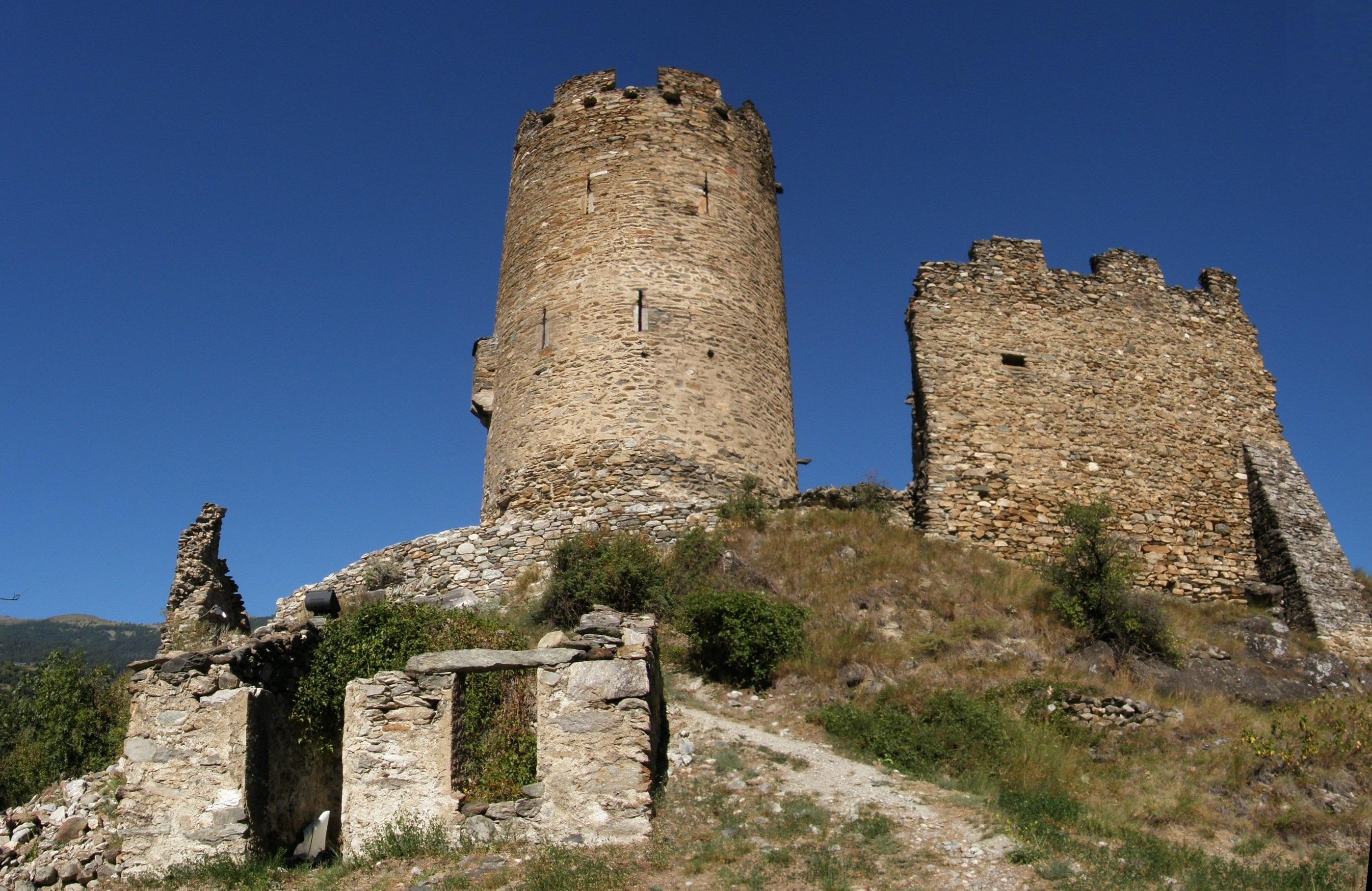
Вид на Шатель-Аржан
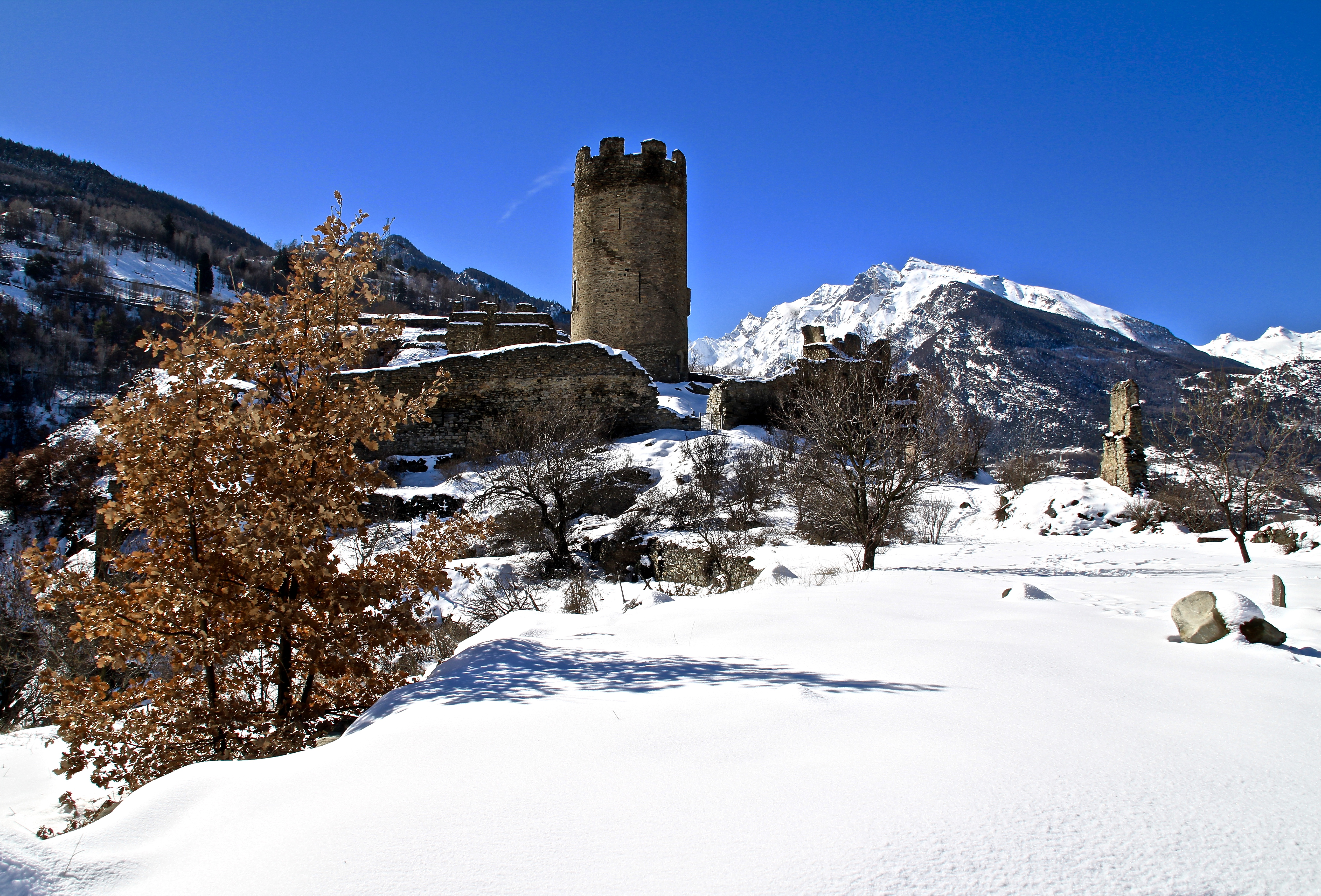
Замок зимой
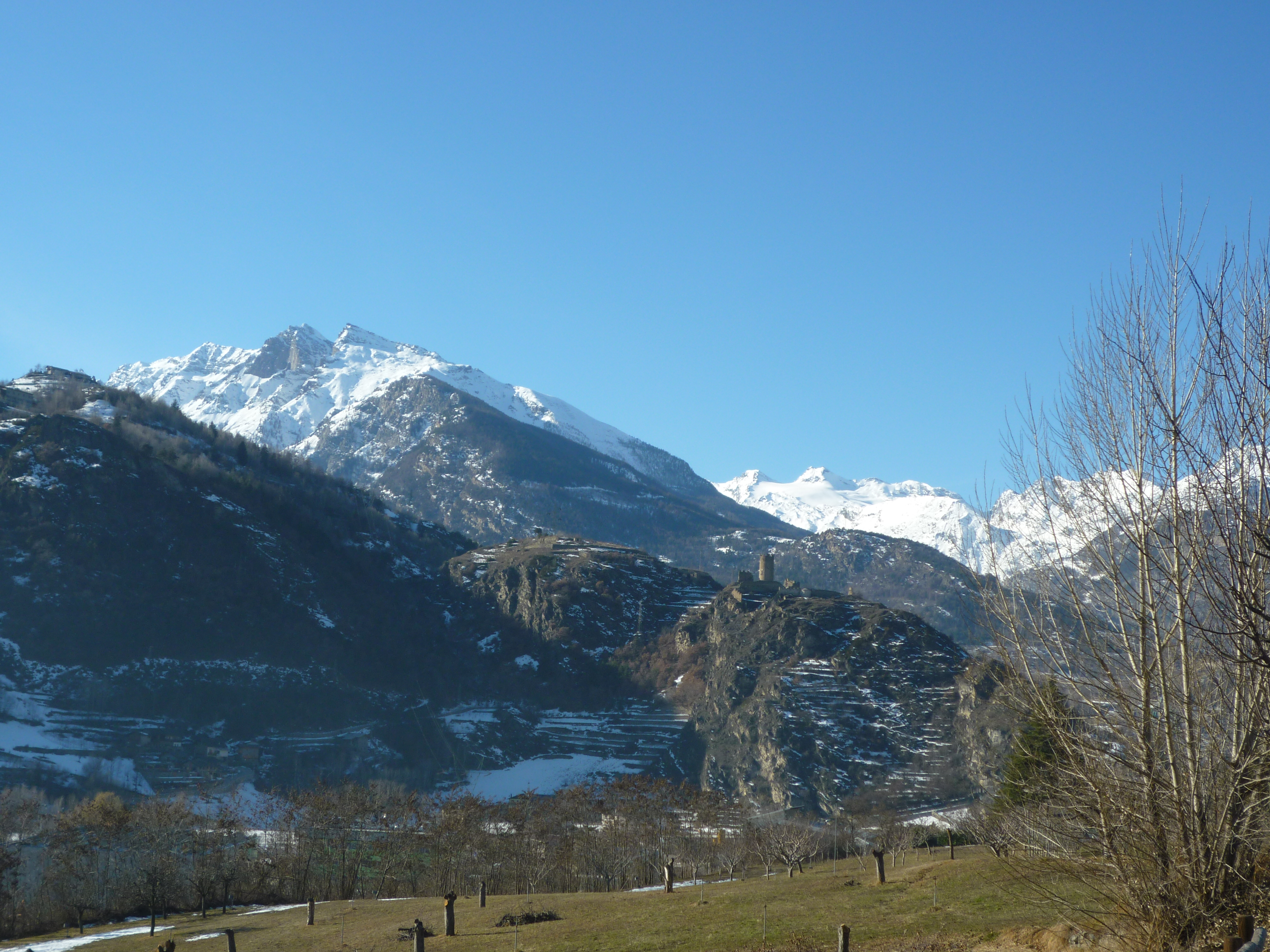
Вид на замок из долины
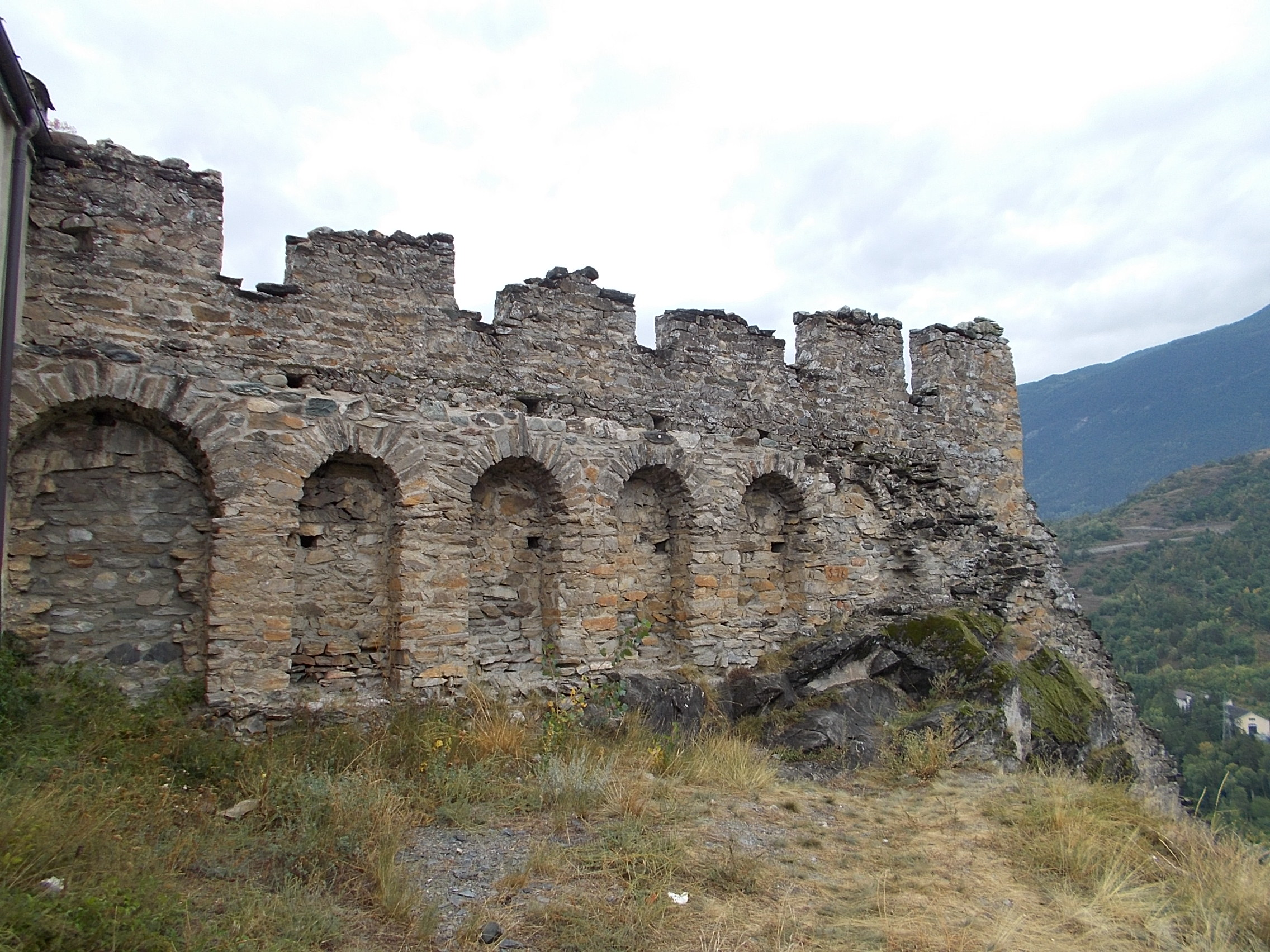
Стены замка